# Zelenogorsk
Zelenogorsk (en rus Зеленогорск) és una ciutat tancada del krai de Krasnoiarsk, a Rússia. Es troba a la vora esquerra del riu Kan, a 180 km de la confluència amb el Ienissei. És a 95 km a l'est de Krasnoiarsk. En un referèndum de 1996, els habitants van votar per mantenir l'estatut de ciutat tancada. Només hi poden entrar els residents i els empleats, per als altres cal un permís especial.

## Història
A l'emplaçament de la ciutat actual hi havia abans de la fundació un poble anomenat Ust-Barga, conegut des del 1735 per l'existència d'una petita foneria de ferro.
A la dècada de 1950 la gerència d'energia nuclear de la Unió Soviètica decidí establir al krai de Krasnoiarsk una instal·lació per a fabricar urani enriquit per a armes i centrals nuclears. Per aquest motiu el 1956, en un breu període, fou construïda una nova ciutat que romandria en secret sota el nom de Krasnoiarsk-45.
La planta d'enriquiment d'urani rebé el nom de fàbrica electroquímica i entrà en funcionament el 1962. La ciutat es reanomenà Zelenogorsk el 1994. El 2016 s'hi produïa els 15% de l'urani utilitzat arreu al món com a combustible o per l'armament.

## Demografia
| 1959  | 1970   | 2002   | 2010   | 2015   |
| ----- | ------ | ------ | ------ | ------ |
| 9 200 | 48 700 | 69 355 | 66 056 | 63 388 |